# 충청북도교육과학연구원
충청북도교육과학연구원(忠淸北道敎育科學硏究院)은 지방교육자치에 관한 법률 제32조에 따라 교육의 이론과 실제를 연구·조사하고, 교육현장 지도와 교육 자료를 개발하며 과학·수학·생태환경교육의 내실화를 조장·지원하여 지방교육의 발전을 도모하기 위하여 충청북도교육청 산하에 설치된 소속기관이다.